# Дюфо, Ги
Ги Дюфо (фр. Guy Dufaux, 18 июля 1943, Лилль) — канадский кинооператор и кинорежиссёр французского происхождения.

## Биография
Отец Дюфо был фотографом, а старший брат Жорж известным кинооператором и режиссёром. Учился в Школе изящных искусств в Марселе. В 1965 переехал в Квебек, с 1971 — гражданин Канады. Дебютировал в 1967 году, начинал с документальных и короткометражных лент. Сегодня один из наиболее известных и востребованных канадских операторов, работает с крупнейшими режиссёрами.

## Избранная фильмография
- 1967 — «Квебекские игры 1967»/ фр. Jeux de Québec 1967 (Жак Бобет, короткометражный)
- 1967 — «9 минут»/ фр. 9 minutes (Томас Вамос и Жак Бобет, короткометражный)
- 1973 — On n’engraisse pas les cochons à l’eau claire (Жан Пьер Лефевр)
- 1974 — Приказания/ Les ordres (Мишель Бро, Канадская кинопремия Etrog)
- 1977 — Le vieux pays où Rimbaud est mort (Жан Пьер Лефевр)
- 1980 — Pris au piège (режиссёр совместно с Робером Фавро)
- 1980 — Corridors (режиссёр)
- 1980 — Avoir 16 ans (Жан Пьер Лефевр)
- 1982 — Du grand large aux Grands Lacs (Жак-Ив Кусто)
- 1982 — Les fleurs sauvages (Жан Пьер Лефевр)
- 1984 — Sonatine (Мишлин Ланто)
- 1986 — Equinoxe (Артюр Ламот, номинация на премию «Джини»)
- 1986 — Pouvoir intime (Ив Симоно)
- 1986 — «Закат американской империи»/ фр. Le déclin de l'empire américain (Дени Аркан)
- 1988 — Portion d'éternité (Робер Фавро)
- 1988 — «Спецназ „К. Э.Т.“ 2: Бросая вызов опасности»/ англ. C.A.T. Squad: Python Wolf (Уильям Фридкин)
- 1989 — «Иисус из Монреаля»/ фр. Jésus de Montréal (Дени Аркан, премия «Джини»)
- 1989 — «Ночной зверинец»/ фр. Un zoo la nuit (Жан-Клод Лозон, премия «Джини»)
- 1990 — Moody Beach (Ричард Рой, номинация на премию «Джини»)
- 1991 — «Неллиган»/ фр. Nelligan (Робер Фавро, номинация на премию «Джини»)
- 1992 — «Леоло»/ фр. Léolo (Жан-Клод Лозон, номинация на премию «Джини»)
- 1996 — «Детектор лжи»/ фр. Le polygraphe (Робер Лепаж, номинация на премию «Джини»)
- 1996 — «Радостные муки»/ фр. Joyeux Calvaire (Дени Аркан)
- 1998 — Nguol thùa (Дай Сыцзе, номинация на премию Jutra)
- 1998 — «Польская свадьба»/ англ. Polish Wedding (Тереза Коннели)
- 2000 — «Звёздная болезнь»/ англ. Stardom (Дени Аркан, номинация на премию «Джини»)
- 2001 — «Асфальтовый ангел»/ фр. L'ange de goudron (Денни Шуинар, номинация на премию Jutra)
- 2001 — «Горечь любви»/ англ. Love the Hard Way)Петер Зер по роману Ван Шо)
- 2001 — «Тихая гавань»/ англ. Haven (Джон Грей, телевизионный, премия Gemini)
- 2003 — «Нашествие варваров»/ фр. Les invasions barbares (Дени Аркан)
- 2006 — «Дочери китайского ботаника»/ фр. Les filles du botaniste (Дай Сыцзе, премия Монреальского кинофестиваля)
- 2006 — «Мария-Антуанетта»/ фр. Marie-Antoinette (Франси Леклер, Ив Симоно, телевизионный)
- 2007 — «Век помрачения»/ фр. L'âge des ténèbres (Дени Аркан)
- 2009 — «Табельщик»/ англ. The Timekeeper (Луи Беланже)
- 2009 — «Троцкий»/ англ. The Trotsky (Джейкоб Тирни)
- 2010 — «Версия Барни»/ англ. Barney's Version (Ричард Льюис по одноименному роману Мордехая Рихлера)
- 2010 — «Хорошие соседи» (Джейкоб Тирни)
- 2015 — Девушка-король / The Girl King (Мика Каурисмяки)

## Признание
Президент Ассоциации кинооператоров Квебека (1975). Критика считает его человеком, который «практически единолично изменил внешний вид канадского кино» (газета Торонто Стар).